# De Langeman (folklore)

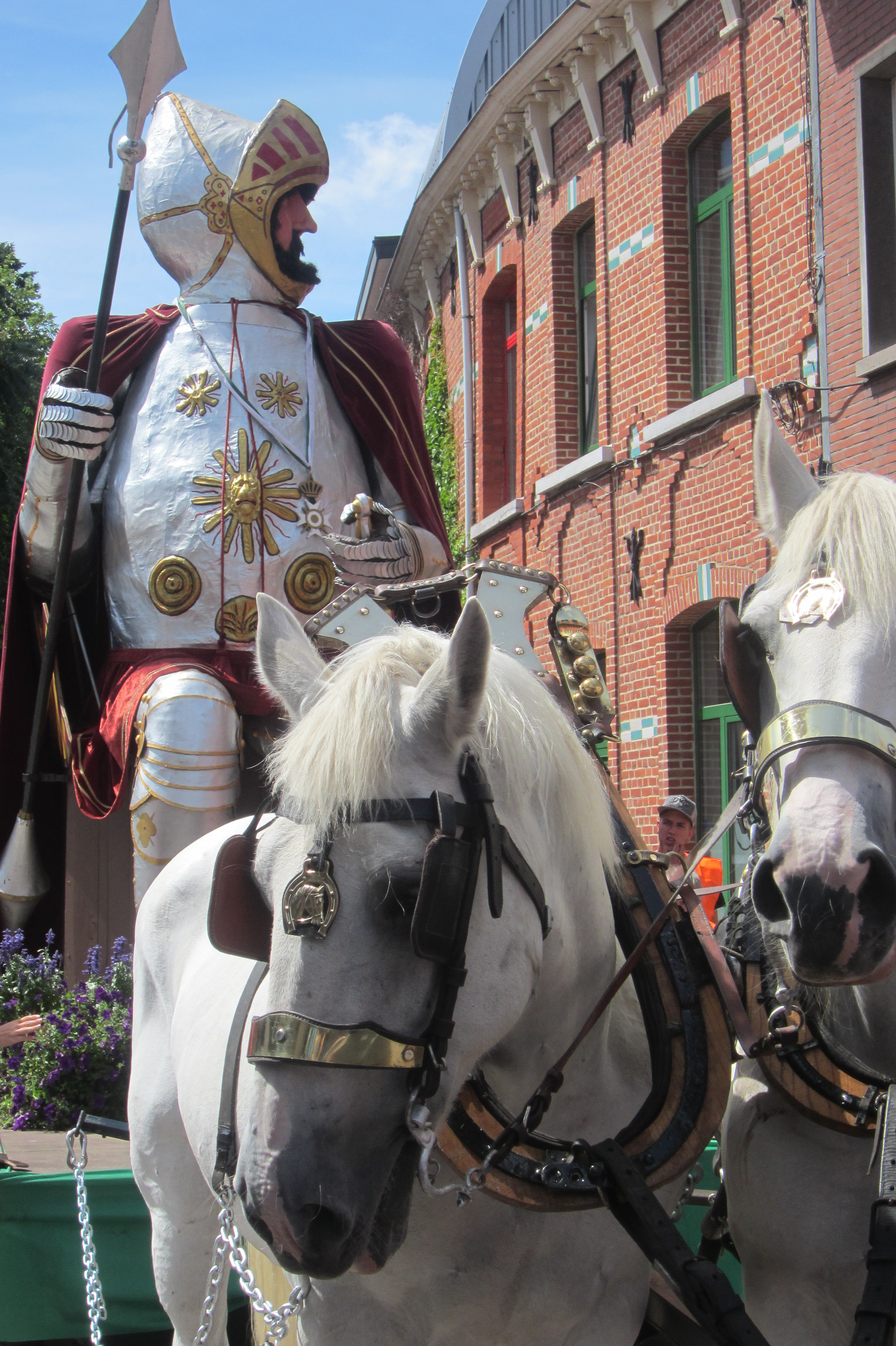
De Langeman tijdens de Virga Jessefeesten 2017

De Langeman of Don Christoph is een folkloristische reus in de Belgische stad Hasselt.
De Langeman is een zittende reus die een zilveren harnas met goudkleurige versieringen en een rode mantel draagt. Hij wordt op een kar getrokken door paarden rondgereden door Hasselt in het kader van de zevenjaarlijkse Virga Jessefeesten. De Langeman komt ook buiten bij de blijde intrede van een vorst. De reus wordt bewaard in museum Het Stadsmus.

## Geschiedenis
De reus zou teruggaan tot de 15e eeuw. In 1515 werd hij vermeld als lid van de rederijkerskamer De Roode Roos. Vanaf 1682 was de reus aanwezig bij de zevenjaarlijkse bedeling van erwtensoep aan de armen door de Broederschap van Onze-Lieve-Vrouw na de Virga Jesseommegang. In 1701 reed hij een eerste keer uit in het kader van de Virga Jesseommegang als de bijbelse reus Goliat. In 1810 kreeg de reus zijn huidige vorm en kreeg hij de naam Don Christoph. In de 19e eeuw ontstond een conflict tussen de deken van Hasselt en de liberale rederijkers. Dit leidde ertoe dat De Langeman vier keer niet uitreed tijdens de Virga Jesseommegang. Sindsdien rijdt de reus niet meer uit tijdens de mariale ommegang maar op de maandag na de eerste ommegang, de zogenaamde geuzenmaandag.